# Польмінівське казино
Польмінівське казино — будівля, розташована у східній частині Дрогобича, в місцевості Кольонія, зведена в 1920-х роках як казино при заводі «Польмін».

## Історія

### Польський період
Будівля зведена в період між 1919 та 1925 роками. Перша згадка про неї з'являється 1925 року на листівці товариства «Рух», де споруду підписано як Казино «Польмін» (пол. Kasyno «Polmin»).
Будівля також використовувалася як конференц-центр заводу. Так у 1935 році її відвідала делегація на чолі з міністром торгівлі та промисловості Генриком Флояром-Райхманом.

### Радянський період
За радянської влади будівля функціонувала як будинок культури Нафтопереробного заводу №1. 
У лівому крилі будівлі діяв Музей революційної, бойової і трудової слави нафтопереробників. Там зберігалися експонати з історії нафтопереробного промислу Дрогобича та боротьби його робітників.

### Період незалежності
Нині будівля не функціонує і перебуває в аварійному стані.

## Архітектура
Архітектором проєкту був випускник Львівської політехніки Ян Семкович. Він спроєктував і решту ранніх будівель Кольонії. 

## Галерея

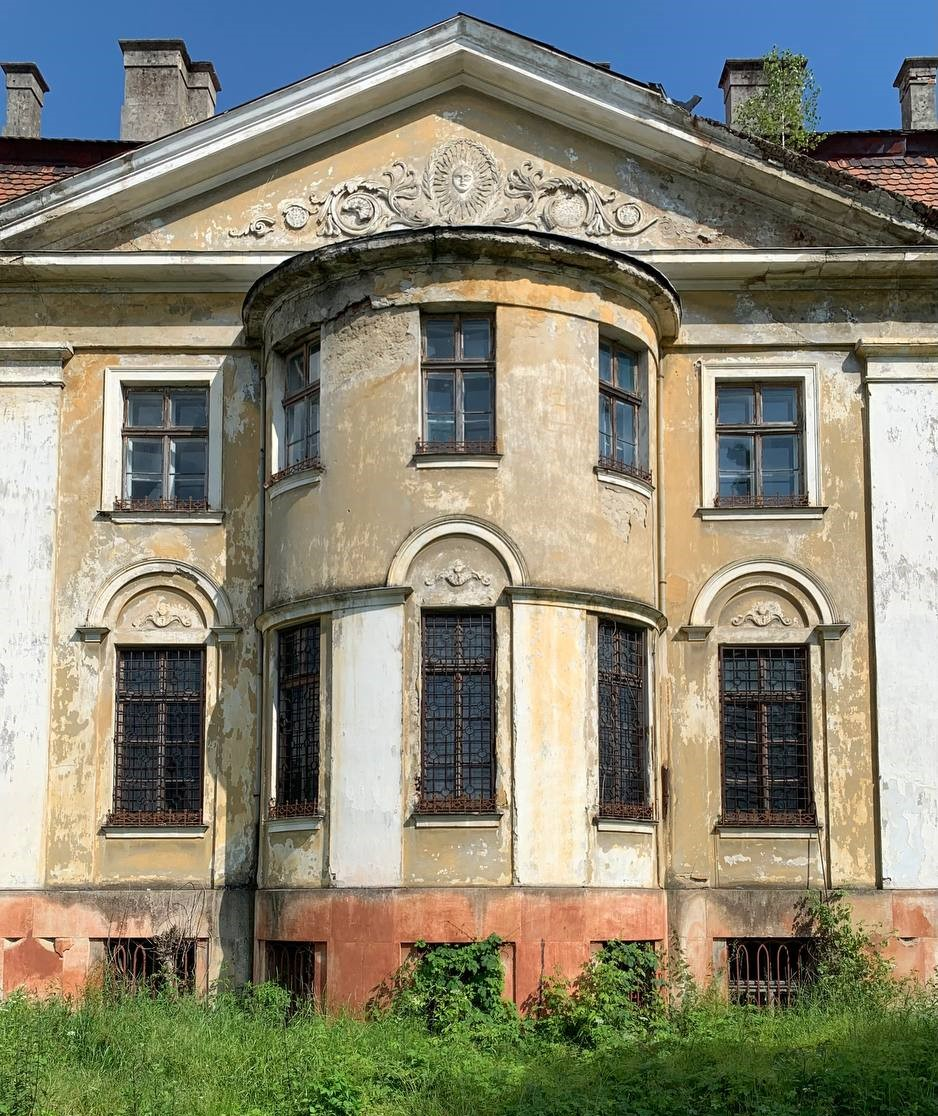
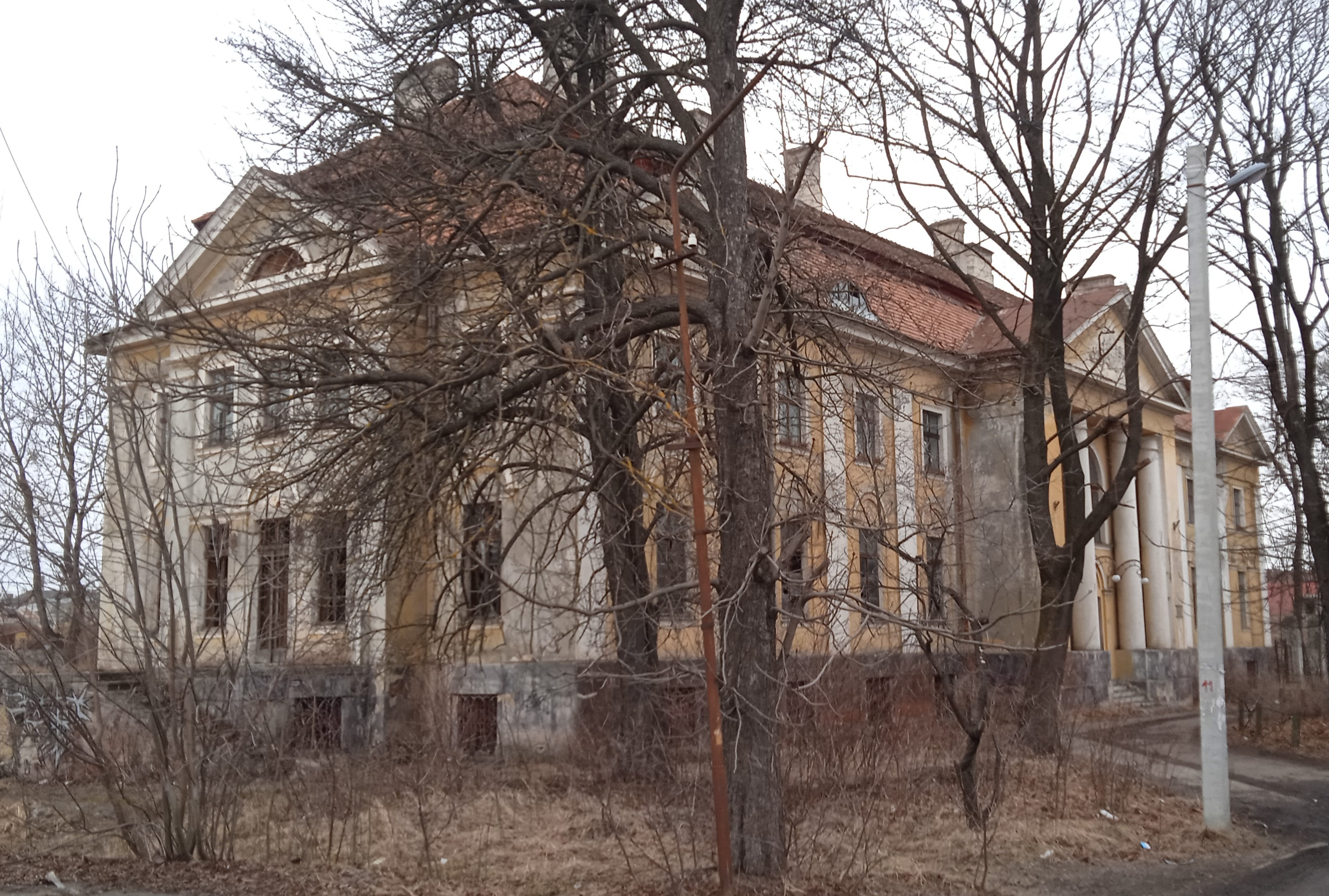